# Janusz Kiszka
Janusz Kiszka herbu Dąbrowa (ur. 1586, zm. 13 stycznia 1654 w Krzywicze koło Wilejki) – hetman wielki litewski w 1646 roku, hetman polny litewski w 1635 roku, wojewoda połocki w latach 1621-1654, wójt połocki w latach 1622-1654, starosta parnawski w 1610 roku.
Syn Stanisława, wojewodzica  witebskiego, walczył pod Chodkiewiczem w bitwach  pod Białym Kamieniem, Kircholmem i Parnawą, oraz w wyprawach moskiewskich 1611 i 1618, a potem, jako  wojewoda połocki, z Gustawem Adolfem pod Mitawą w 1622. Władysław IV mianował go hetmanem polnym litewskim w 1635, a 17 kwietnia 1646 wielkim litewskim. Stary już wówczas Janusz Kiszka w wojnach kozackich pozostał bezczynny, wyręczając się hetmanem polnym Januszem Radziwiłłem.
Wychowany w kalwinizmie, przeszedł na katolicyzm ok. 1606, ale był tolerancyjnym jego wyznawcą – również dlatego, że co najmniej dwie jego żony były kalwinistkami. Był młodszym bratem Stanisława, biskupa żmudzkiego.
Zmarł bezpotomnie.